# Groeten uit Maaiveld (single)
Groeten uit Maaiveld is een nummer van het Nederlandse cabaret- en zangduo Acda & De Munnik uit 2003. Het is de tweede single van hun gelijknamige negende album.
"Groeten uit Maaiveld" gaat over het leven van een artiest; de titel verwijst naar de uitspraak "je hoofd boven het maaiveld uitsteken". Het nummer haalde de 10e positie in de Nederlandse Top 40.